# BMS A/S
 For alternative betydninger, se BMS.
BMS A/S er en dansk udlejer af kran- og liftmateriel med hovedsæde i Nørresundby. Virksomheden blev stiftet 3. september 1953 som Byggeriets Maskin Stationer A/S. Virksomheden købte sin første kran i 1955.
Virksomheden havde i regnskabsåret 2015 en omsætning på 1.250 mio. kr. og et nettoresultat på 89 mio. kr. Det gennemsnitlige antal medarbejdere var 650 (2015).
BMS er en førende virksomhed i Skandinavien inden for udlejning af kraner og lastbillifte. Virksomheden råder i Danmark over 200 kraner og 75 lastbiler, fordelt på afdelinger i Nørresundby, Hvidovre, Odense, Kolding, Aarhus, Holstebro, Esbjerg og Rødekro. Internationalt har virksomheden et datterselskab i Sverige og i Norge samt afdelinger i Polen, Storbritannien og Tyskland.